# Cagrino
Il Cagrino, conosciuto anche come Guecubu, è uno spirito maligno secondo il folklore dei rom continentali.

## Origine
Il mito ha origine dalle regioni nord-occidentali dell'India, dove lo spirito viene chiamato Harginn .

## Caratteristiche
Ha la forma di un riccio giallo, lungo circa 50 cm, largo 20. Cavalca i cavalli fino allo sfinimento nella notte, e il giorno dopo appaiono malati ed esausti, con la criniera arruffata e in un bagno di sudore. Quando ciò avviene, i cavalli vengono legati ad un bastone su cui è stato precedentemente strofinato dell'aglio, ai piedi del quale viene posto un filo rosso formante una croce; in alternativa alcuni peli dell'animale vengono mischiati con sale, farina e sangue di pipistrello, e il tutto viene spalmato sullo zoccolo del cavallo .